# Qubit

De toestandsruimte van een qubit: een Blochbol.

Een qubit of qbit (ook: kwantumbit of quantum bit (Engels)) is een eenheid van kwantuminformatie. Die informatie wordt beschreven door een toestand in een kwantummechanisch systeem met twee niveaus, dat formeel equivalent is aan een tweedimensionale vectorruimte over de complexe getallen. De twee basistoestanden (of vectorruimtes) worden gewoonlijk geschreven als {\displaystyle |0\rangle } en {\displaystyle |1\rangle } (uitspraak: 'ket 0' en 'ket 1'), volgens de gebruikelijke bra-ketnotatie voor kwantumtoestanden. Een qubit kan dus worden gezien als een kwantummechanische versie van een klassieke databit.

## Ontwikkelingen
Op 17 augustus 2006 zijn onderzoekers van de Technische Universiteit (TU) Delft er als eerste in de wereld in geslaagd een elektron te 'temmen'. Ze waren hierbij in staat de richting van een elektron waarin deze spint te bepalen, waardoor de eerste praktische stappen naar een kwantumcomputer zijn gezet.
Een jaar later, op 14 juni 2007, is het onderzoekers van de TU Delft gelukt bewerkingen uit te voeren met twee qubits. De onderzoekers voerden een zogenoemde controlled-not (CNOT) bewerking uit met behulp van supergeleidende ringetjes. Met deze bewerking kan elke kwantumberekening worden gerealiseerd.
In september 2010 hebben onderzoekers van de TU Delft een manier gevonden om de spintoestand van een enkel elektron af te schermen van omgevingsinvloeden. De vinding is belangrijk voor de ontwikkeling van een kwantumcomputer. Het onderzoek vond plaats aan het Kavli Institute of Nanoscience van de Technische Universiteit Delft. In mei 2014 werd bekendgemaakt dat het Ronald Hanson was gelukt om als eerste een qubit, middels kwantumverstrengeling, te teleporteren over een afstand van drie meter. De volgende stap is om een qubit te teleporteren over 1300 meter, tussen twee gebouwen van de TU in Delft.